# أنطون شلبرغ
أنطون ستن أندرس شلبرغ (من مواليد 17 أغسطس/آب 1997) هو لاعب تنس طاولة سويدي محترف. وهو أخو اللاعبة المحترفة كرستينا شلبرغ